# Ракитненский сельский совет (Кременчугский район)
Ракитненский сельский совет (укр. Рокитненська сільська рада) — входит в состав
Кременчугского района
Полтавской области
Украины.
Административный центр сельского совета находится в 
с. Ракитное.

## Населённые пункты совета
- с. Ракитное
- с. Анищенки
- с. Пятихатки
- с. Романки
- с. Щербаки